# Шанди (Мартуцький район)
Шанди́ (каз. Шаңды) — село у складі Мартуцького району Актюбінської області Казахстану. Входить до складу Курмансайського сільського округу.
До 2009 року село називалось Шайда.
Населення — 64 особи (2021; 239 у 2009, 378 у 1999, 409 у 1989).